# Horbal
En så kallad horbal var förr en bal som arrangerades av kopplare i Stockholm för prostituerade och deras kunder, vanlig främst under 1700-talet. 
Horbaler arrangerades av kopplare med syfte att föra samman prostituerade med potentiella förmögna kunder. Under 1700-talet var faktiska bordeller sällsynta i Stockholm. De så kallade "jungfruburarna" som besjungs av Bellman, var helt enkelt i de flesta fall hus som var beryktade för att det där bodde kvinnor som ryktades vara prostituerade, inte för att de var verkliga bordeller i modern mening. Kopplare bedrev i stället bordellverksamhet genom att arrangera möten mellan sina prostituerade och deras kunder i tillfälliga lokaler, där horbalerna spelade en viktig roll. 
Horbalerna var möjligen inspirerade av de offentliga baler som blivit populära under 1700-talet. Horbaler hölls där det fanns "tillräckliga och tjänliga rum", vilket kunde betyda bostadshus, krogar och andra lokaler där det fanns en större sal som kunde användas som danssal och mindre rum som kunde användas för prostitution. 
I ett senare tillägg till levnadsteckningen efter stortjuven Jacob Guntlack (som möjligen inte var skriven av honom utan ett senare tillägg), beskriver Guntlack hur han bodde hos kopplaren Catharina Nårberg, "Denna Catharina Nårberg, som jag hwarken wet nämna för gift eller ogift, hölt et hus, det otidiga människjor af bägge könen sin brånad skäcka kunde; dock at mankönet, för at wara i lag med det qwinliga, derföre borde ålägga betalning" och som arrangerade horbaler, där Guntlack fungerade som passopp: 
"Jag förtjente äfwen wackert på Balerna, dem mina fruentimmer som oftast besökte; ty jag upwagtade och passade up derwid. På Kungsholmen, i et bekant Wärdshus, anstäldes de mästa Balerna: orsaken måtte warit den, at der äro tilräckeelie och tjenlige rum til sådana Collationer; dessutom war ock detta stället beqwämt, i anseende til dess aflägsenhet: man hade der icke at befrukta för herrar Upsyningsmän; kanske någon af dem torde wäl ock wetat af sådana Baler, men af medlidande, at icke förstöra så angenäma sällskaper, wille de dem ej besöka."
På balerna serverades vin och bakelser, och de manliga kunderna, som kom ur överklassen, talade om »älskogs-saker», medan kvinnorna, som var klädda i hyrda eller lånade överklasskläder, låtsades besvärade under uppvaktningen, trots att sexköpet ofta var träffad redan före balen.
Den mest berömda horbalen var den så kallade "Expeditionsbalen", som hölls i Kungliga krigskollegiets lokaler på Stockholms slott mellan kl. 9 10 april till kl. 4 11 april 1768. Balen arrangerades av adelsmannen Hasenkampff, som hade övertalat vaktmästaren Petter Löfström att be statssekreterare Carlström om lov att begagna krigskollegiets arbetsrum till en stilla familjebjudning. Ett stort antal manliga ämbetsmän, militärer och andra män ur överklassen hade deltagit vid denna bal, och kopplerskan mamsell Torstensson hade arrangerat för »stadens bekantaste horor» att delta, med musik av kapellmästare Hasselgren. Ulla Winblad påstods ha deltagit i denna bal. Balen var inte ovanlig, men just denna bal avslöjades för allmänheten i Dagligt Allehanda nr 63 1768 och blev en skandal. Kungliga krigskollegiet höll en rannsakning på grund av de hemliga dokument som förvarades i lokalerna, och hela affären slutade med att vaktmästare Löfberg avskedades och Hasenkampff inte bjöds in till hovet den närmaste tiden. Den skildrades av många samtida och blev föremål för intensiv ryktesspridning i pressen och litteraturen sommaren 1768, och bland annat skildrades av Jacob Gabriel Rothman, utgivaren av satirtidskriften Den pratsjuke fritalaren, och i Synda-Bekännelse af en som warit med på den bekanta Expeditionsbalen, av en anonym man, som påstods sig ha blivit smittad med en könssjukdom på balen. 
Under 1800-talet ersattes horbalerna av regelrätta bordeller, som London och stadt Hamburg.